# Dishuiyan Shuiku
Dishuiyan Shuiku (kinesiska: 滴水岩水库) är en reservoar i Kina. Den ligger i provinsen Sichuan, i den sydvästra delen av landet, omkring 92 kilometer sydost om provinshuvudstaden Chengdu. Trakten runt Dishuiyan Shuiku består till största delen av jordbruksmark.
Genomsnittlig årsnederbörd är 1 238 millimeter. Den regnigaste månaden är juli, med i genomsnitt 335 mm nederbörd, och den torraste är december, med 8 mm nederbörd.